# Glyptoderma
Glyptoderma is een monotypisch geslacht van schimmels behorend tot de familie Agaricaceae. Het bevat maar een soort, namelijk Glyptoderma coelatum.